# Sigismond Frédéric de Berckheim

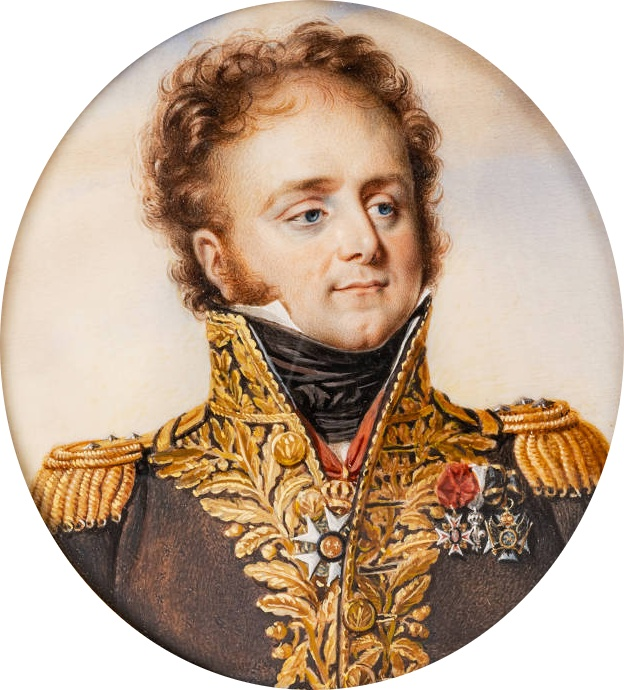
Sigismond Frédéric de Berckheim

Paris Arc de Triomphe

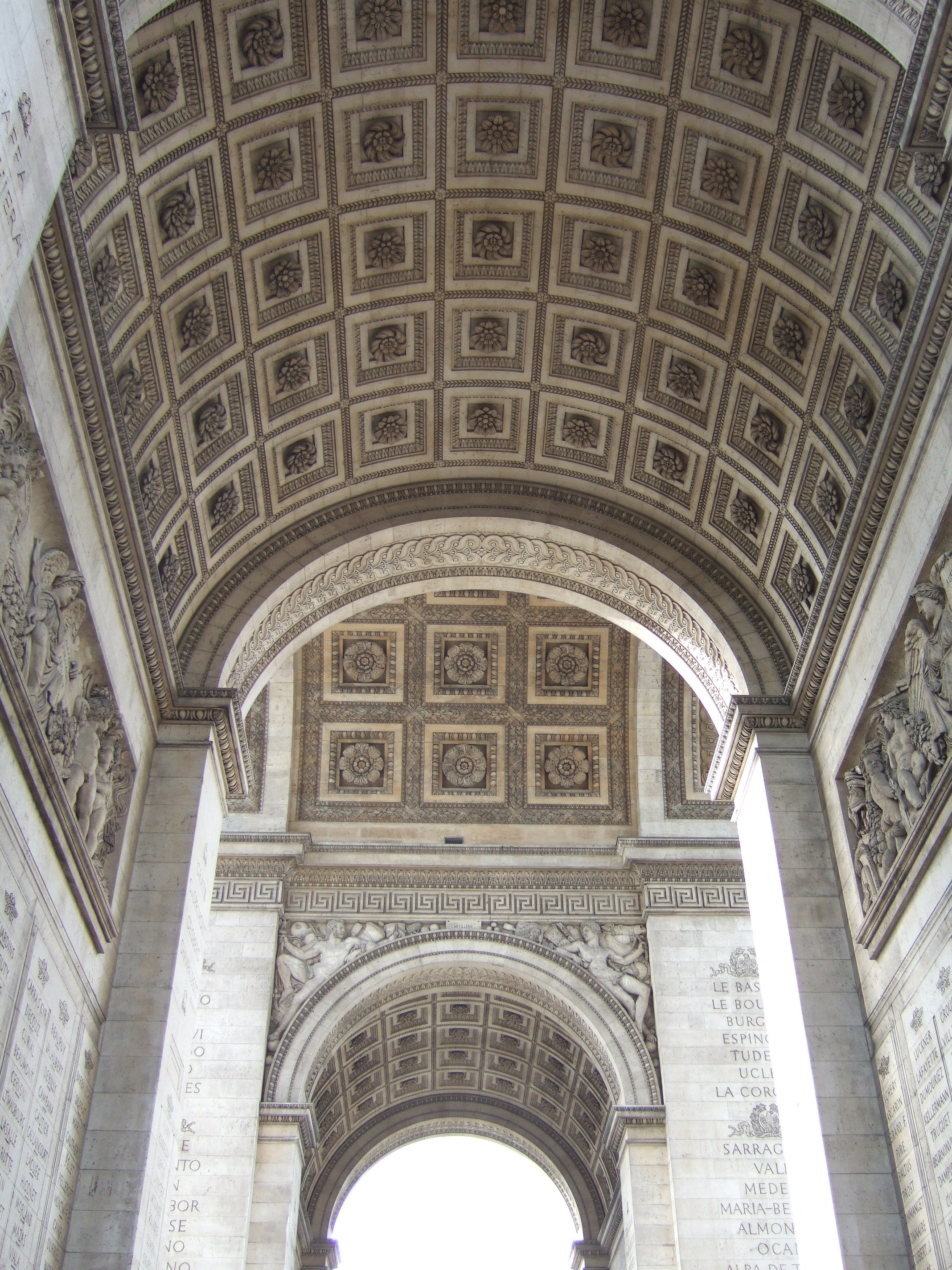
Paris Arc de Triomphe im Innern

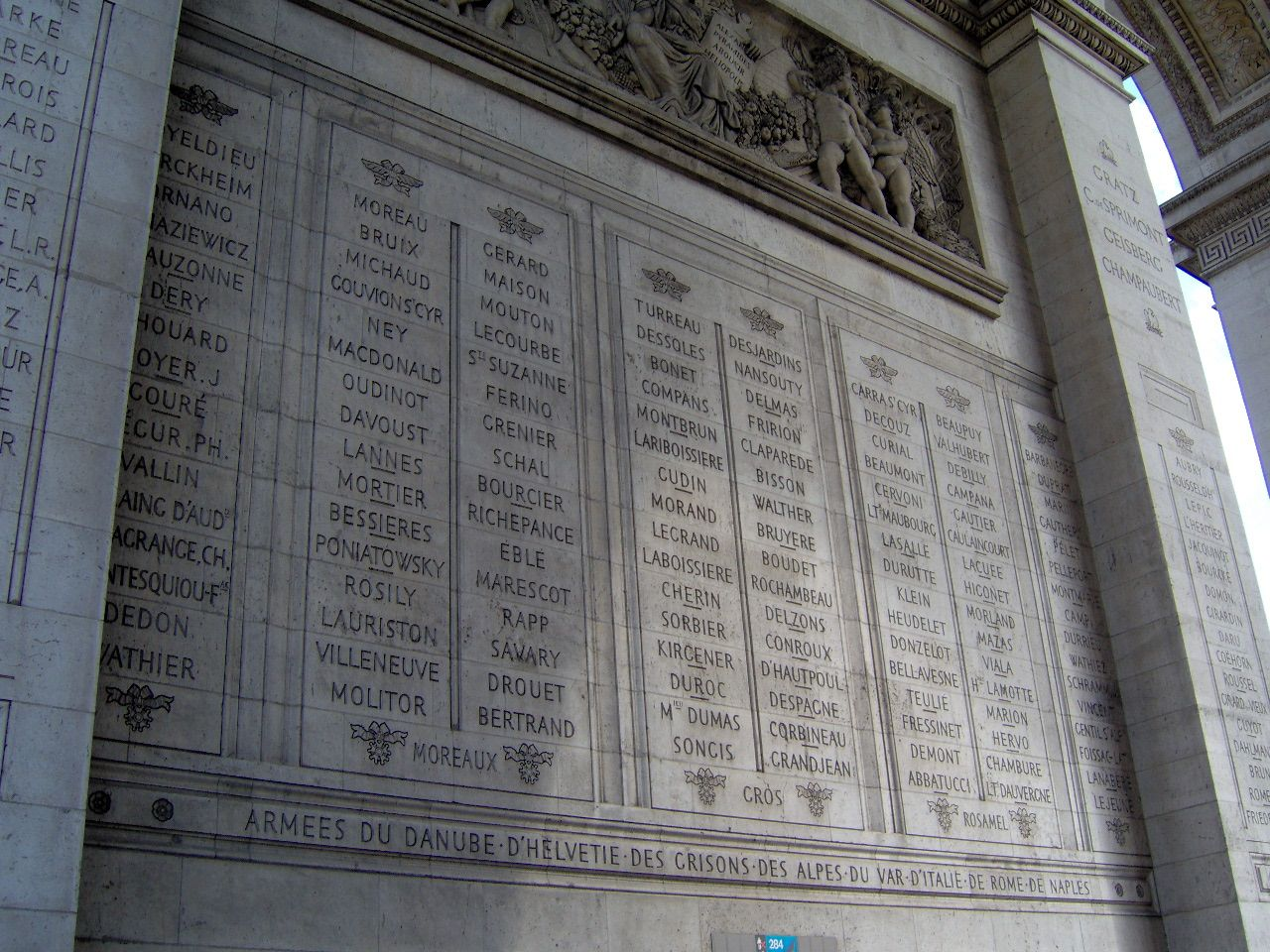
Paris Arc de Triomphe Ehrung Berckheim Tafel Ost

Sigismond Frédéric de Berckeim, auch Sigismund Friedrich von Berckheim, (* 9. Mai 1775 in Ribeauvillé; † 28. Dezember 1819 in Paris) war ein französischer General während der französischen Revolution und des nachfolgenden Kaiserreiches.

## Herkunft
Das elsässische Adelsgeschlecht Berckheim ist benannt nach seinem ursprünglichen Stammsitz Mittel-Berckheim im Elsass. Es war wahrscheinlich ein Zweig der Herren von Andlau, hatte mit diesen eine Erbvereinbarung und führte auch deren Stammwappen weiter. Urkundlich erscheint es unter seinem Namen erstmals zwischen 1163 und 1179 mit Ludovicus de Berchheim,[2] der wahrscheinlich die Trennung vom Hause Andlau begründete. Die ununterbrochene Stammreihe beginnt im Jahre 1323 mit Cunnemann. Dessen Sohn Cuno von Berckheim war unter König Rudolf von 1274 bis 1280 Landvogt im Unterelsass.
Die Familie teilte sich mit den drei Söhnen des Egenolf (Egenolph) III. von Berckheim (1552–1629) und dessen Frau Margaretha von Lichtenfels in drei Stämme. Wilhelm II. († 1665) begründete die ältere (evangelische) Linie zu Jebsheim, Hans Rudolph II. die mittlere Linie zu Krautergersheim, und Egenolf IV. († um 1639) die jüngere (katholische) Linie zu Rappoltsweiler. Die Linie zu Krautergersheim erlosch im Mannesstamm am 12. November 1787 mit dem Enkel ihres Begründers, Franz Samuel, französischer Oberst, Stettmeister zu Strassburg und Rektor der dortigen Universität. Aus der jüngere Linie stammte u. a. der badische Staatsminister Karl Christian von Berckheim (1774–1849).

## Eltern und Geschwister
Sein Vater war Philippe Frédéric von Berckheim, Herr von Schoppenwihr (1732–1812). Seine Mutter war Marie Octavie Louise von Glaubitz (1750–1821). Er hatte zahlreiche Geschwister.
- Louise Sophie Octavie de Berckheim (1771–1852) heiratete Frederic von Stein zu Nordheim
- Henriette Sophie Luise de Berckheim (1772–1863) heiratete Augustin-Charles Périer, einen Schüler der École polytechnique in Paris mit Promotion 1790, Deputierter von Isère (1830–1837), Pair von Frankreich (1832) und Ritter der Ehrenlegion (1833) war. Er stammte aus einer großbürgerlichen Kaufmannsfamilie. Nachkommen, bzw. Verwandte des Ehepaars wurden Präsidenten der Bank von Frankreich, Innenminister und sogar Präsidenten der Französischen Republik.
- Sigismund Frédéric de Berckheim (1775–1819), kaiserlich französischer General; verheiratet mit Elisabeth Bartholdi
- Amélie de Berckheim (1776–1855)
- Friederike, genannt Fanny, de Berckheim (1778–1802) starb früh mit 23 Jahren. Sie war verlobt mit Alexander Louis Baron de Landsberg, aus der Familie ihrer Großmutter.
- Christian Friedrich de Berckheim (1781–1832), Vater des Herrn des Weinheimer Schlosses, sein zweitgeborener Sohn wurde ebenfalls französischer General (Vater von Christian Friedrich Gustav von Berckheim)
- Gustav de Berckheim (1784–1812), kaiserlich französischer Rittmeister

## Lebenslauf
Bereits als 14-Jähriger wurde Sigismond Frédéric de Berckheim Soldat beim historisch bedeutsamen Infanterieregiment Königsmark und durchlief dort sehr schnell die unteren militärischen Ränge. Mit 30 Jahren war er schon Oberst eines Kürassier-Regiments. Er nahm an zahllosen Schlachten teil, wie z. B. der Schlacht bei Heilsberg in Polen am 10. Juni 1807, der Schlacht bei Friedland (jetzt Pravdinsk / Russland) am 14. Juni 1807, der Schlacht bei Eggmühl (zwischen München und Regensburg) am 22. April 1809, der Schlacht bei Aspern (Nähe Wien) vom 20. bis 22. Mai 1809, der Schlacht bei Wagram (Nähe Wien) vom 5. bis 6. Juli 1809 und der Schlacht bei Znaim (jetzt Znojmo in der Tschechischen Republik) (90 km nordwestlich von Wien) vom 10. bis 11. Juli 1809, teilweise schon als Brigadegeneral und Generalmajor teil. In Polozke (Weißrussland) kämpfte er als Mitglied der Großen Armee im August 1812 und beim Rückzug in den Sümpfen und Morasten an der Schlacht an der Beresina bei Borilow Ende 1812 jetzt als Mitglied der kaiserlichen Garde Napoleons. Für seine Verdienste wurde er am 9. März 1810 zum Baron des Kaiserreiches ernannt. In den Zeiten der nachfolgenden französischen Restauration wurde er 1815 und 1816 zum Deputierten des Gebietes Hoch-Rhein, dann zum Generalinspektor der Kavallerie ernannt, obwohl auch er Napoleon während dessen kurzzeitiger Rückkehr und Herrschaft der Hundert Tage unterstützt hatte.
Sigismond Frédéric de Berckeim ist einer von 558 Offizieren Napoleons, deren Name posthum in eine Tafel des Arc de Triomphe eingraviert wurde. Man findet den Namen Berckheim vor Ort auf der sog. Tafel Ost (EST).
Er heiratete Elisabeth Bartholdi (1789–1858). Ihr gemeinsamer Sohn Gustav (1818–1824)  verstarb früh auch die Tochter Elisabeth (1820–1820) starb kurz nach der Geburt. Seine Grabstätte befindet sich in Paris (Friedhof pére-lachaise Paris, dort 24. Division, 1. Linie).
Die Witwe heiratete 1827 Adolphe de Boubers (1791–1864) und hatte zwei weitere Kinder.

## Auszeichnungen
- 6. August 1805: Ritter der Ehrenlegion
- 11. Juli 1809: Offizier der Ehrenlegion
- 14. Mai 1813: Kommandeur der Ehrenlegion